# جاي إم. غولد
جاي إم. غولد (بالإنجليزية: Jay M. Gould)‏ (و. 1915 – 2005 م) هو عالم وبائيات، واقتصادي أمريكي، ولد في شيكاغو، توفي في مستشفى ماونت سيناي، عن عمر يناهز 90 عاماً.